# 투르크메니스탄 여권

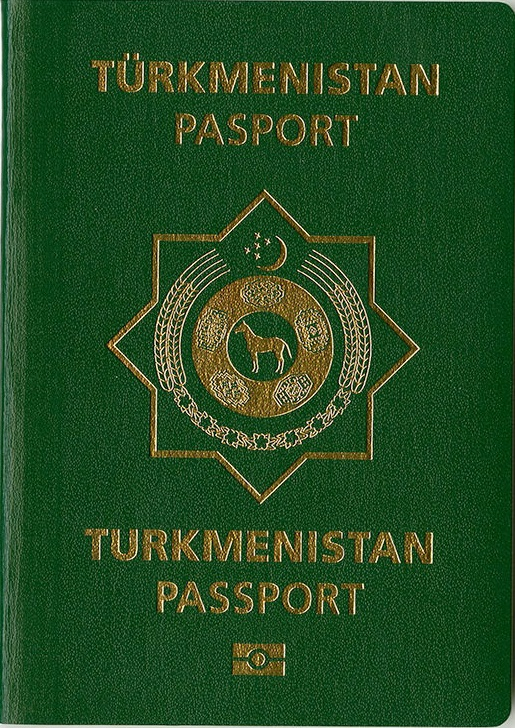
투르크메니스탄 여권

투르크메니스탄 여권은 투르크메니스탄가 국적인 사람이 해외를 여행할 경우 필요한 여권이다.